# Hugh Montgomerie (3e comte d'Eglinton)
Hugh Montgomerie, 3e comte d'Eglinton (vers 1531 - 1585) est un aristocrate écossais qui est un fervent partisan de Marie Stuart. Il joue un rôle important dans une période tumultueuse de l'histoire écossaise.

## Jeunesse
Né en 1531, Montgomerie est l'arrière-petit-fils de Hugh Montgomerie (1er comte d'Eglinton). Il fréquente le St. Mary's College de St. Andrews en 1552. Peu de temps après, Montgomerie épouse Janet Hamilton, la fille de James Hamilton, alors premier comte d'Aran.
Bien que Montgomerie soit catholique, il soutient à l'origine politiquement son beau-père protestant. En octobre 1559, Montgomery amène des forces à Édimbourg pour soutenir Hamilton et les Lords écossais de la Congrégation contre les forces françaises soutenant Mary Stuart en exil et le gouvernement écossais de l'époque. En décembre 1559, Montgomerie renouvelle son soutien.

## Soutien de Marie Stuart
Cependant, en tant que catholique pratiquant, Montgomerie est fréquemment la cible de critiques de la part des ecclésiastiques protestants, et on disait qu'il assistait à la messe quotidienne et avait un prêtre dans son équipe personnelle. Il change rapidement de camp pour soutenir Mary Stuart. En décembre 1560, peu de temps après la mort de l'époux adolescent de Marie, François II de France, Montgomerie signe une promesse de soutien pour elle lors d'une réunion au château de Dunbar. En février 1561, il se rend en France pour rendre visite à Marie. Hamilton retourne avec elle en Écosse en août 1561, lorsqu'elle monte sur le trône écossais.
Le 15 mai 1568, Montgomerie rejoint les forces de Mary à la bataille de Langside. Après leur défaite, il fuit le terrain et passe la nuit caché dans une dépendance. Le 19 août, le Parlement déclare Montgomerie coupable de trahison pour ne pas avoir remis ses châteaux au vainqueur. En mai 1571, il jure enfin allégeance à Matthew Stewart (4e comte de Lennox), le régent du jeune roi Jacques VI. En septembre 1571, Montgomerie est avec Stewart lorsqu'il est tué lors d'une escarmouche à Stirling. Le groupe de raid, qui comprend les Hamiltons, enferme Montgomerie dans ses quartiers sous bonne garde.
En 1573, Montgomerie prône la tolérance pour les catholiques auprès du dernier régent, James Douglas (4e comte de Morton). En 1578. Morton utilise son influence pour nommer Montgomerie en tant que conseiller privé. En 1579, Montgomerie souscrit l'ordre de poursuivre les Hamilton pour leurs rôles dans les meurtres de Mathew Stewart et d'un autre régent, James Stuart (1er comte de Moray). Lorsque Morton quitte le pouvoir, Montgomerie participe aux assises pour le procès de Morton en 1581.

## Mariage et descendance
Il épouse Jean Hamilton, une fille de James Hamilton (2e comte d'Arran) et Margaret Douglas. Les Montgomerie font dissoudre le mariage en 1562 et le couple n'a pas d'enfants.
La même année, Montgomerie épouse Agnes Drummond, fille de John Drummond d'Innerpeffray et de Monzie Castle, (une petite-fille de Jacques IV d'Écosse). Le couple a les enfants suivants :
- Hugh Montgomerie, 4e comte d'Eglinton
- Robert Montgomerie de Giffen
- Margaret Montgomerie, mariée à Robert Seton (1er comte de Winton)
- Agnès Montgomerie, épouse Robert Sempill (4e Lord Sempill) (en)

## Sources
- (en)  Thomas Finlayson Henderson, « Montgomerie, Hugh (1531?-1585) », dans Sidney Lee, Dictionary of National Biography, vol. 38, Londres, Smith, Elder & Co, 1894, p. 305–306.  (3rd Earl)